# باکول
باکول (به انگلیسی: Bakewell) یک منطقهٔ مسکونی در انگلستان است که در میدلند شرقی واقع شده‌است.

## نگارخانه

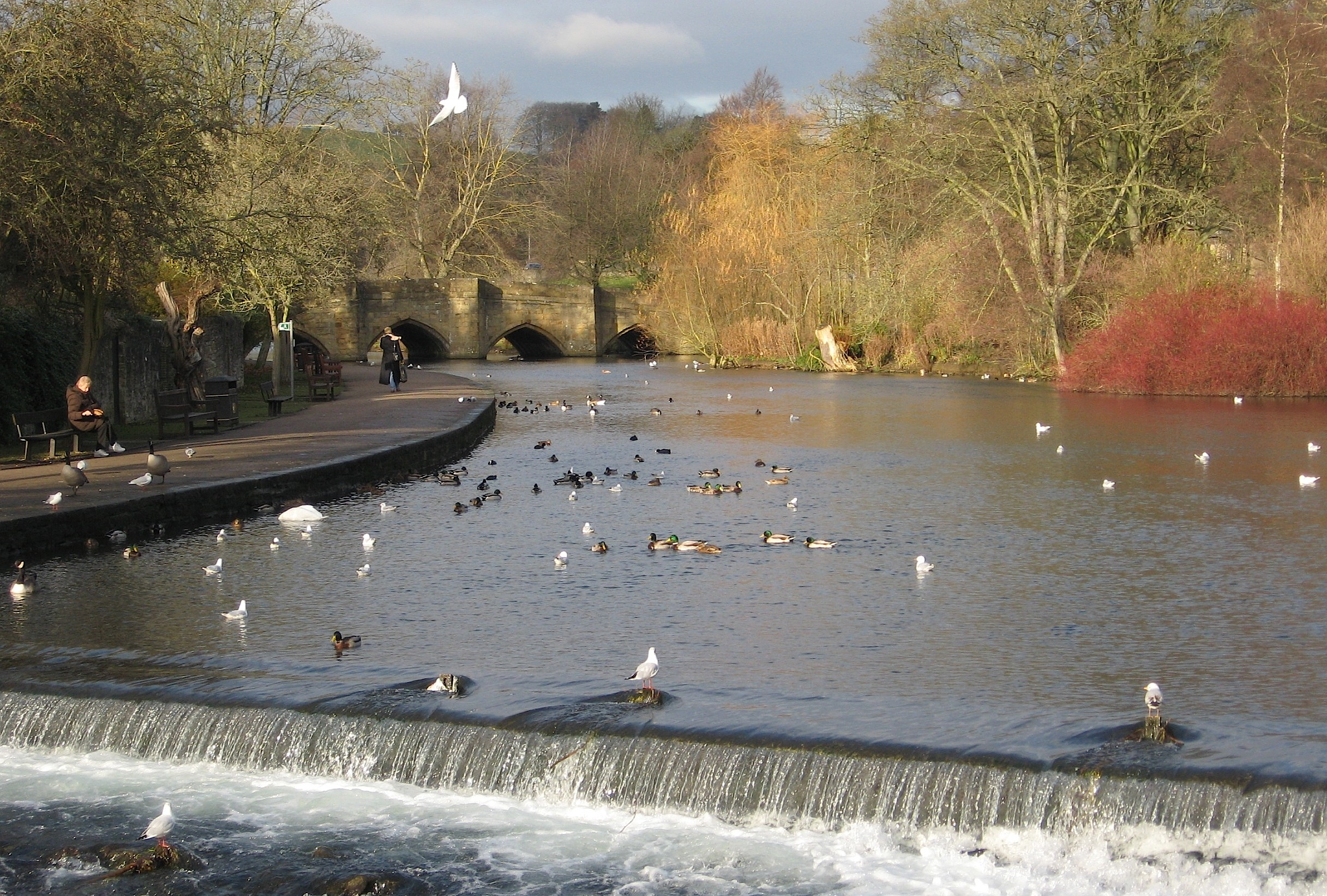
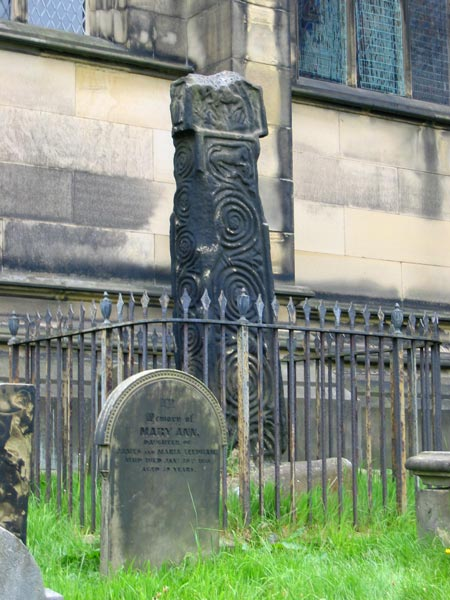
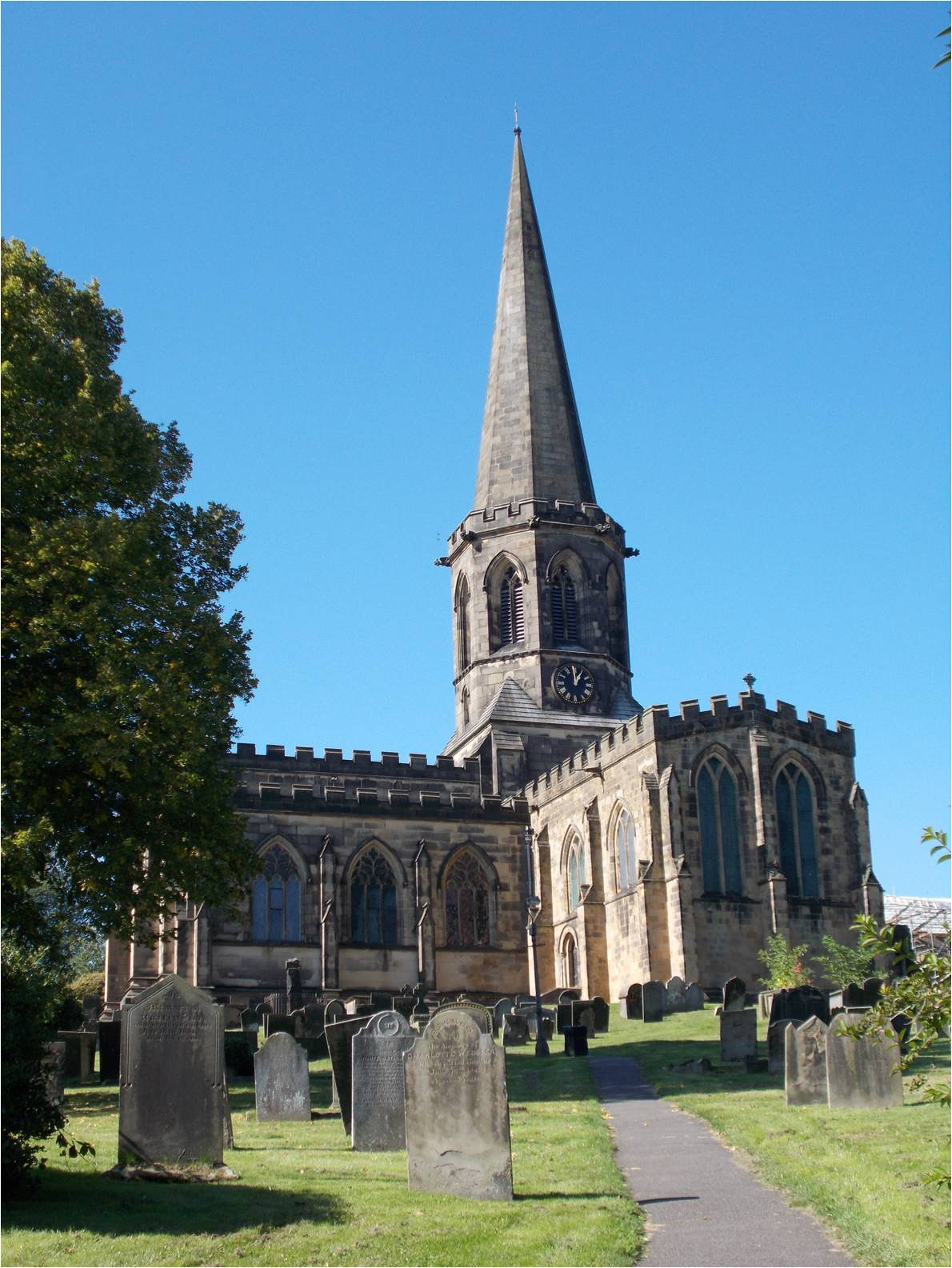

## خصوصیات
باکول ۳٬۹۴۹ نفر جمعیت دارد.